# Ken Kesey
Ken Kesey, né Kenneth Elton Kesey à La Junta (Colorado) le 17 septembre 1935 et mort à Eugene (Oregon) le 10 novembre 2001, est un écrivain américain. Il a écrit Vol au-dessus d'un nid de coucou (1962), Et quelquefois j'ai comme une grande idée (roman) (adapté au cinéma par Paul Newman sous le titre Le Clan des irréductibles) (1963), Sailor Song (1993), Last Go Round (1995), deux pièces de théâtre, dont Twister (1999), et deux livres pour enfants, Little Tricker the Squirrel Meets Big Double the Bear et The Sea Lion: A Story of the Sea Cliff People.
Son premier roman est adapté au cinéma en 1975 par Miloš Forman sous le même titre, Vol au-dessus d'un nid de coucou, et interprété par Jack Nicholson et Louise Fletcher. Il a également été adapté pour le théâtre par Dale Wasserman.

## Éléments biographiques

### 1959-1966: l'aventure psychédélique: les Merry Pranksters
À côté de son activité d'écrivain, Ken Kesey, avec son groupe communautaire les Merry Pranksters, est aussi l'un des inspirateurs les plus importants du mouvement psychédélique des années 1960.

#### Perry Lane
Tout débute aux environs de 1959. À cette époque, Ken Kesey est étudiant à l'université Stanford et habite Perry Lane, quartier de Palo Alto dans la baie de San Francisco où se concentre la bohème. Il y rencontre Vic Lovell, un jeune diplômé de psychologie qui lui parle de certaines expériences menées sur les drogues modifiant l'état de conscience. Pour quelques dollars, Kesey se porte volontaire et expérimente diverses drogues : la psilocybine, la mescaline et le LSD. Les effets procurés par cette dernière drogue - qui, à l'époque, n'est guère connue que dans certains milieux scientifiques - lui laisse entrevoir une expérience nouvelle du monde. C'est un vrai choc. Kesey a la sensation d'avoir trouvé la grande clé qui permettra à l'homme d'ouvrir son esprit et d'étendre son champ de conscience au-delà de tout ce qu'on aurait pu imaginer.
C'est le début de l'aventure. Perry Lane change rapidement de visage. Les drogues - en particulier le LSD - sont largement consommées ; Kesey et ses amis se laissent aller à toutes les fantaisies : musique à gogo, déluge de Day-Glo (peinture fluorescente) et comportements incompréhensibles pour les âmes bien-pensantes du coin, qui vont très vite s'interroger : « mais que peuvent-ils bien faire ? ».

#### La Honda
(13 juillet 2019).
Si vous êtes l’auteur de ce texte, vous êtes invité à donner votre avis ici. À moins qu’il soit démontré que l’auteur de la page autorise la reproduction et que ce contenu soit compatible avec les principes fondateurs de Wikipédia, cette page sera supprimée ou purgée au bout d’une semaine maximum. En attendant le retrait de cet avertissement, veuillez ne pas réutiliser ce texte.
En 1963, Perry Lane ayant été racheté par un entrepreneur, Kesey achète une maison en Californie, à La Honda. C'est là que se constitue un groupe autour de lui et, surtout, autour du LSD (toujours aussi méconnu à l'époque) : les Merry Pranksters (littéralement « les joyeux lurons »). La vie passe de trip en trip ; il s'agit de se laisser aller, d'y aller à fond, d'être « synchro », de coller à l'instant, le plus possible. La maison est remplie de matériel audio, enceintes, câbles, micros, table d'effet sonore ; même les bois alentour sont sonorisés. Rien ne peut se dire, aucun bruit ne peut faire vibrer l'air sans qu'un micro ne puisse le capter, pour le renvoyer à un autre endroit, avec du décalage ou des effets sonores : il est par exemple tout à fait possible de l'intérieur de la maison de répondre à ceux qui tripent dans les bois. La Day-Glo continue de couler à flots, même les arbres sont peints, les troncs, les feuilles. La population locale et les policiers finissent par s'interroger sur ces comportements pour le moins étranges.

#### La virée avec l'autobus psychédélique "Further"
Au début de l'été 1964, les Pranksters décident de faire une virée à travers les États-Unis. Ils achètent un vieux bus scolaire qu'ils repeignent à la Day-Glo et dans lequel ils entassent du matériel audio et vidéo de toutes sortes. Le voyage est long, mouvementé et filmé. L'idée est de faire un film, un film sous LSD, une révolution dans l'histoire du cinéma : pas de cadrage, pas de scénario, juste la vie des Pranksters prise sur le vif. Chacun doit y aller à fond, jouer son rôle, être ce qu'il est le plus possible. De ces bandes, ils tirent, après montage, 40 heures d'images. Ce projet est un véritable gouffre financier, Kesey investit une bonne partie de ce que lui avait rapporté son succès Vol au-dessus d'un nid de coucou. Les images sont exploitées en 2011 par Alison Ellwood et Alex Gibney pour en faire un documentaire intitulé Magic Trip. Neal Cassady conduit l'autobus durant le premier voyage jusqu'à New York.

#### Lesacid testsà La Honda
De retour à La Honda, les Merry Pranksters reprennent leur vie sur fond de LSD, de marijuana et d'amphétamines. Ils accueillent, entre autres, les Hells Angels introduits entre autres par Hunter S. Thompson, qui viennent passer quelques jours et, pour certains, font leur premier trip au LSD. Commencent aussi les « acid tests », ces soirées où les gens sont censés faire « l'expérience du LSD sans LSD », grâce à un dispositif sonore, des effets de lumière (notamment les premiers stroboscopes), des projections d'images dans tous les coins, etc. C'est principalement dans ces tests que naît l'imagerie, les symboles, les codes du mouvement psychédélique. Dans ces soirées, la plupart des gens sont, malgré le slogan, sous LSD - la drogue est d'ailleurs souvent fournie par les Pranksters eux-mêmes. Dans nombre de ces soirées, on pouvait entendre le groupe Grateful Dead, dont la musique électrique faisait partie intégrante de la performance.
À cette époque, le LSD n'est pas encore interdit (la fabrication et la vente de LSD ne furent interdites qu'en 1966, et sa détention en 1968) et c'est pour possession de marijuana que certains Merry Pranksters, dont Kesey, sont inculpés en 1965, avant d'être relâchés sous caution.

#### La fuite au Mexique
Pour quelque chose comme 3 g de marijuana, il risque la prison. Il décide donc de s'enfuir au Mexique. Moment difficile, Kesey joue le fugitif et, comme d'habitude, il y va à fond. La police est à ses trousses, le FBI en particulier. Il passe par des phases paranoïaques ; à de nombreuses reprises, il se terre dans la jungle toute proche de la petite maison où il habite avec quelques amis.
Plus tard, alors qu'il est toujours au Mexique, des Pranksters le rejoignent. Fini le jeu du fugitif, Kesey veut faire du bruit, comptant que personne ne croirait que c'était lui, le fugitif, qui parade avec des fringues maculées de Day-Glo et ce bus tape-à-l’œil. Des acid tests sont organisés au Mexique, mais les Pranksters ne restent pas longtemps au même endroit, histoire de ne pas laisser le temps à la police de leur mettre la main dessus.

### De retour aux États-Unis
Kesey souhaite retourner aux États-Unis, pour narguer le FBI sur ses terres. La frontière passée, une rumeur se disperse sur son retour. Kesey fait alors quelques apparitions dans des tests organisés par divers groupes psychédéliques qui ont éclos un peu partout aux États-Unis. Il fait même une apparition télévisée, dans laquelle il provoque J. Edgar Hoover, le grand patron du FBI, entraînant son arrestation.
Lors de son premier procès pour possession de marijuana (il a été arrêté plusieurs fois pour ce même motif), il parvient à s'en sortir de justesse. Il convainc juge et jurés de son repentir, qu'il a réfléchi et qu'il veut maintenant demander aux jeunes de cesser de prendre du LSD. Ce discours, pour des autorités débordées par la marée psychédélique, est une aubaine. Kesey est relâché. Dans les milieux hip, c'est l'incompréhension, est-ce qu'il bluffe, est-ce qu'il pense vraiment qu'il faut « dépasser l'acide »?
Le procès terminé, Kesey veut organiser un test, un dernier test, qu'il nomme Acid Test Graduation et qui serait la plus grande réunion de drogués de tous les temps. Cette réunion doit avoir lieu dans la salle du Winterland, tout est prêt. Tout doit être annulé, certains craignent trop ce que Kesey prépare. Néanmoins, ce test a finalement bien lieu, mais dans le hangar des Pranksters, là où ils entreposent leur bus. Lors de ce test, les Pranksters communient avec Kesey, qui explique que l'acide a ouvert la porte et qu'il est maintenant temps de passer à un autre niveau, qu'il faut avancer. Le gros de la foule n'est déjà plus là, seuls les fidèles font cercle autour de lui.

### La prison
Quelques semaines plus tard, Kesey retourne devant le juge pour deux autres procès, toujours pour marijuana, il est condamné les deux fois à 90 jours de prison soit au total à 6 mois de travail dans un établissement pénitentiaire et 1 500 dollars d'amende.

### Rangé à Springfield, Oregon
Une fois sa peine purgée, Kesey s'installe avec sa femme Faye et ses enfants dans la ville où il a grandi, à Springfield, dans l'Oregon. On est en 1967, l'aventure avec les Pranksters est terminée.
Le 29 avril 2011 à Archer City au Texas, sa veuve Faye épouse l'écrivain Larry McMurtry.

## Anecdotes
- Le film Gerry (2002) de Gus Van Sant est dédié à la mémoire de Ken Kesey[5].
- Gus Van Sant a le projet d'adapter une période de la vie de Ken Kesey (ses aventures dans le bus avec les Merry Pranksters) tirée du livre Acid Test de Tom Wolfe.

## Œuvres

### Romans
- One Flew Over the Cuckoo's Nest] (1962) Publié en français sous le titre  La Machine à brouillard, traduit par Michel Deutsch, Paris, Éditions Stock, 1963, 291 p. (BNF 33062175) ; réédition sous le titre Vol au-dessus d'un nid de coucou, Paris, Stock, coll. « Le Cabinet cosmopolite », 1976  (ISBN 2-234-00508-6) ; réédition, Paris, LGF, coll. « Le Livre de poche » no 4917, 1977  (ISBN 2-253-01607-1) ; réédition dans une traduction révisée par Virginie Buhl, Paris, Stock, coll. « La cosmopolite », 2013  (ISBN 978-2-234-07542-9) ; réédition de la traduction révisée, Paris, LGF, coll. « Le Livre de poche » no 35262, 2019  (ISBN 978-2-253-10028-7)
- Sometimes a Great Notion (1964) Publié en français sous le titre Et quelquefois j'ai comme une grande idée, traduit par Antoine Cazé, Toulouse, Éditions Monsieur Toussaint Louverture, 2013, 797 p.  (ISBN 979-10-90724-06-8)[6] ; réédition, Bègles, Éditions Monsieur Toussaint Louverture, coll. « Les grands animaux », 2015, 894 p.  (ISBN 979-10-90724-22-8)
- Caverns (1989)
- Sailor Song (1992)
- Last Go Round (1994), écrit en collaboration avec Ken Babbs

### Théâtre
- The Further Inquiry (1990)
- Twister (1994)

### Ouvrages de littérature d'enfance et de jeunesse
- Little Tricker the Squirrel Meets Big Double the Bear (1990)
- The Sea Lion: A Story of the Sea Cliff People (1995)

### Autres publications
- Genesis West: Volume Five (1963), article
- Kesey's Garage Sale (1973), essais
- Demon Box (1986), recueil de nouvelles et d'essais
- Kesey's Jail Journal (2003), essais

## Adaptations

### Au théâtre
- 1963 : One Flew Over the Cuckoo's Nest, adaptation du roman éponyme par Dale Wasserman, production du Cort Theatre sur Broadway, avec Kirk Douglas (McMurphy), Joan Tetzel (infirmière Ratched) et Gene Wilder (Billy Bibbit)
- 2001 : One Flew Over the Cuckoo's Nest, adaptation du roman éponyme de Dale Wasserman, production du Royale Theatre (en) sur Broadway, avec Gary Sinise (McMurphy), Amy Morton (infirmière Ratched) et Eric Johner (Billy Bibbit).

### Au cinéma
- 1970 : Le Clan des irréductibles (Sometimes a Great Notion), film américain joué et réalisé par Paul Newman, adaptation du roman Et quelquefois j'ai comme une grande idée (Sometimes a Great Notion), avec Henry Fonda, Lee Remick et Michael Sarrazin
- 1975 : Vol au-dessus d'un nid de coucou (One Flew Over the Cuckoo's Nest), film américain réalisé par Miloš Forman, coproduit par Michael Douglas, adaptation du roman éponyme, avec Jack Nicholson (McMurphy), Louise Fletcher (infirmière Ratched) et Brad Dourif (Billy Bibbit).

### Autres liens
- Présentation de la traduction française de Sometimes a Great Notion : Et quelquefois j'ai comme une grande idée, publiée par les éditions Monsieur Toussaint Louverture
- (en) Site consacré à l'aventure des Pranksters
- (en) Autre site sur les Merry Pranksters
- Article de Première sur l'annonce de l'adaptation au cinéma de la vie Ken Kesey